# Schloss Schadendorf

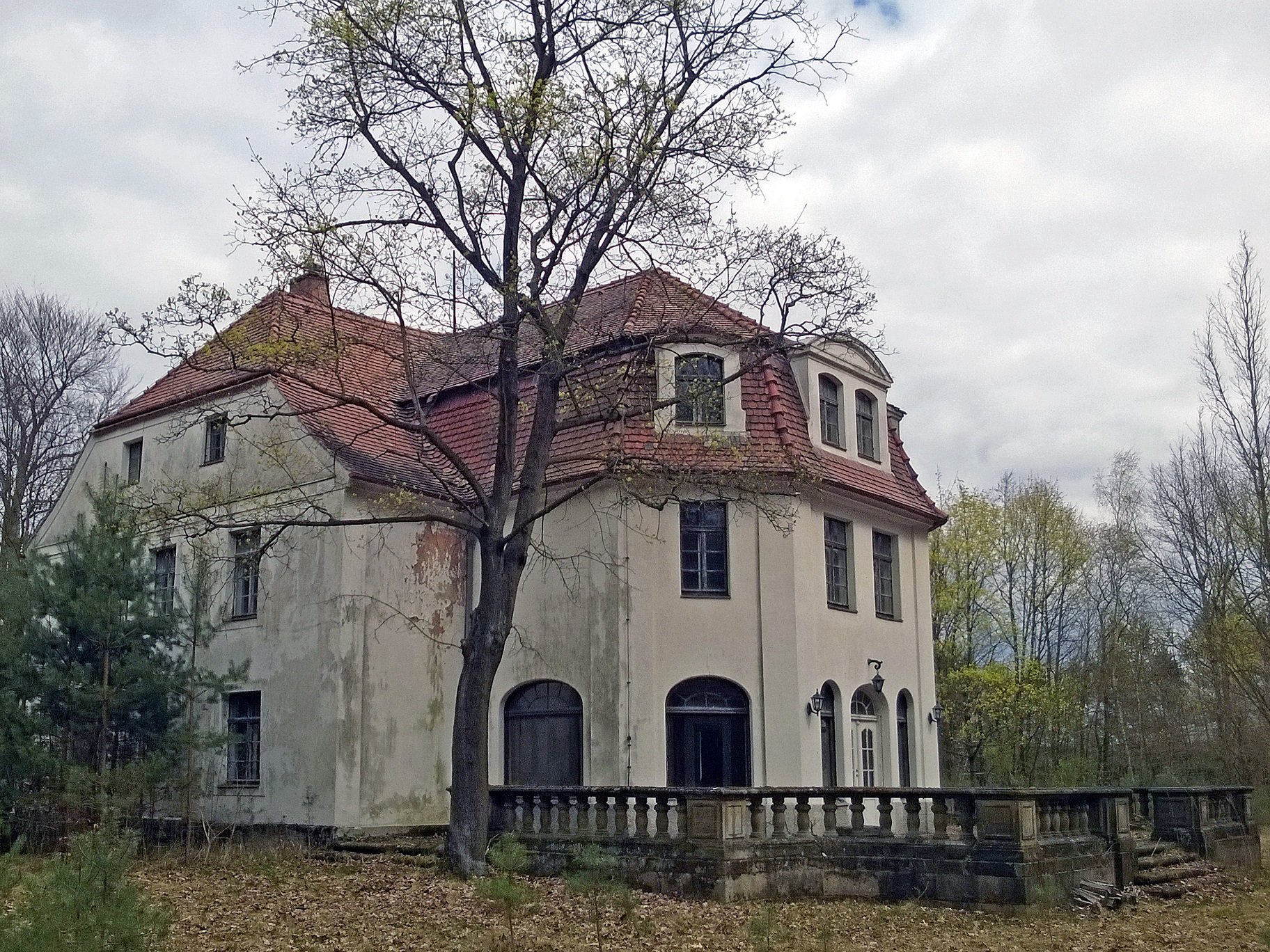
Schloss Schadendorf (2015)

Das Schloss Schadendorf ist ein Schloss in der Gemeinde Boxberg/O.L. im Landkreis Görlitz in der sächsischen Oberlausitz. Es ist eines der wenigen erhaltenen Gebäude der Ortschaft Schadendorf, die 1984 für den Braunkohletagebau Reichwalde devastiert wurde. Heute gehört das Schloss zum Ortsteil Kringelsdorf. Es steht unter Denkmalschutz.

## Geschichte und Architektur
Das Schloss Schadendorf wurde in der ersten Hälfte des 18. Jahrhunderts errichtet. Im Jahr 1799 kaufte August Albert von Loeben das Rittergut. Danach wechselten die Besitzverhältnisse häufig. Um 1910 wurde das Schloss durch Anbauten erweitert und im Park wurde ein Pavillon aufgestellt. Letzte Besitzerin des Rittergutes war Alwine Rudolph, die 1945 bei der Bodenreform in der Sowjetischen Besatzungszone enteignet wurde. Zu DDR-Zeiten war ein Kinderheim in dem Gebäude untergebracht. Die Ortschaft Schadendorf wurde in den Jahren 1984 und 1985 abgebrochen, um im Tagebau Reichwalde die unter dem Dorf liegende Braunkohle zu fördern. Aufgrund der abgelegenen Lage des Schlosses in einem Waldgebiet südöstlich des Ortskerns blieb das Schloss erhalten.
Nach der Wiedervereinigung gehörte das Schloss dem Tagebaubetreiber LAUBAG. 2004 wurde das Schloss an ein Handelsunternehmen verkauft, das die Nutzung des Schlosses als Jugendeinrichtung plante; dieses Vorhaben scheiterte jedoch. Das Schadendorfer Schloss stand in der folgenden Zeit leer und verfiel. 2019 wurde das Gebäude von einem Unternehmer aus Frankfurt am Main ersteigert.
Das Schloss ist ein zweigeschossiger Bau mit Krüppelwalmdach. 1910 erfolgte der Anbau eines fünfseitigen Eingangsbereiches im neobarocken Stil.